# 许小红
许小红（1966年4月—），女，汉族，山西新绛人，中华人民共和国教育家，中国共产党党员。

## 生平
1988年7月毕业于天津大学材料科学与工程系，获工学学士学位；1996年4月毕业于北京科技大学理化系，获工学硕士学位；2001年4月毕业于西安交通大学材料科学与工程学院，获工学博士学位。2006年1月任山西师范大学科技处处长。2016年9月，任山西师范大学党委委员、副校长。2016年10月，任山西师范大学党委常委、副校长。2018年2月24日，当选为第十三届全国人大代表。2021年12月30日，任山西师范大学党委副书记、校长。